# Let It Be (album des Beatles)
Vous lisez un « article de qualité » labellisé en 2010.
Pour les articles homonymes, voir Let It Be.
Albums de The Beatles
Abbey Road
(1969) The Beatles 1962–1966
(1973)
Albums nord-américains des Beatles
In the Beginning (Circa 1960)
(1970)
Singles
1. Get Back/Don't Let Me Down[n 1]
Sortie : 11 avril 1969
2. Let It Be/You Know My Name (Look Up the Number)
Sortie : 6 mars 1970
3. The Long and Winding Road/For You Blue  (États-Unis)
Sortie : 11 mai 1970

Let It Be est le douzième et dernier album original publié par les Beatles, paru le 8 mai 1970 en Grande-Bretagne en coffret et dix jours plus tard aux États-Unis en album seul. Au moment de sa sortie, le groupe est déjà officiellement séparé. Les chansons présentes sur ce disque ont été enregistrées plus d'un an avant, l'essentiel étant mis en boîte en janvier 1969, avant la réalisation de l'album Abbey Road, publié en septembre 1969. Pour cette raison, on pourrait ne pas considérer Let It Be comme l'ultime album des Beatles, puisqu'il n'est pas le dernier enregistré.
L'album, supposé paraître à l'été 1969 sous le titre Get Back, est conçu au départ comme un retour aux sources : quatre musiciens jouant du rock dans des conditions live, en répétition pour un hypothétique concert. De plus, le tout doit déboucher sur une émission de télévision. Les quatre semaines consacrées aux répétitions et à l'enregistrement des chansons se déroulent sous l’œil des caméras de Michael Lindsay-Hogg qui tournent presqu'en continu. L'idée du concert devant public est abandonnée et remplacée par le fameux concert sur le toit de leur immeuble de Savile Row et le projet d'émission spéciale télévisuelle se transforme en un documentaire pour le cinéma. John Lennon, Paul McCartney et George Harrison ont apporté un grand nombre de chansons, toutes répétées, dont douze finiront sur cet album, alors que d'autres seront retravaillées de février à l'été 1969 pour l'album Abbey Road, ou encore apparaîtront sur leurs albums respectifs après la séparation du groupe.
Les difficultés, qu'elles soient d'ordre relationnel ou logistique, s'accumulent durant ces sessions. Insatisfaits du résultat, les Beatles abandonnent le projet. Hormis Get Back et Don't Let Me Down, publiées en single en avril 1969, les kilomètres de bandes enregistrées en un mois sont dans un premier temps rangées au placard avant que le groupe ne décide de les confier au producteur américain Phil Spector. À l'initiative du nouveau manager Allen Klein, la chanson Let It Be sort en single en mars 1970 et, le même mois, Spector post-produit les chansons à sa manière. Le 33 tours paraît finalement en mai sous le nom de Let It Be, en même temps que le film homonyme.
Let It Be est aussi l'un des deux albums, avec A Hard Day's Night, sur lequel Ringo Starr ne chante pas. C'est, par ailleurs, l'unique œuvre des Beatles où George Martin, quoique présent du début à la fin du projet, n'est pas crédité en tant que producteur. C'est aussi le seul album où un musicien additionnel, Billy Preston à l'orgue et au piano électrique, est présent sur plusieurs titres et crédité sur le single Get Back. Quant au travail de Phil Spector, il est sujet à controverse et entraîne, 33 ans plus tard sous l'impulsion de Paul McCartney, la publication d'une version « déspectorisée » : Let It Be… Naked.
Ce dernier album officiel des Beatles est initialement commercialisé sous la forme d'un coffret incluant le disque vinyle et un livre. L'album seul n'est disponible qu'en novembre. Il bat tous les records de pré-commandes avant sa parution aux États-Unis où le livre n'est pas disponible. La publication de cet album se fait en parallèle au film Let It Be sorti le 20 mai 1970 en Angleterre et le 13 en Amérique quelques semaines après l'annonce de la séparation du groupe faite par Paul McCartney le 10 avril. Ce documentaire montre les répétitions et les enregistrements de janvier 1969 et est généralement perçu comme étant le témoignage d'un groupe en train de se disloquer. Le film, qui a été réédité en 1981, est ultimement restauré en 2024 par la même équipe qui, en 2021, a produit The Beatles: Get Back. Tirée de la soixantaine d'heures d'images, la grande majorité inédite, cette télésérie de trois épisodes de plus de deux heures chacune, réalisée par Peter Jackson, démontre que ces séances étaient beaucoup moins malsaines et tendues que leur réputation laissait entendre.

## Historique

### Contexte

Les séances pour l'album double, simplement intitulé The Beatles, sont l'occasion des premières tensions entre les membres du groupe, qui semblent empirer pendant le projet Get Back.

À la suite des pénibles sessions de mai à octobre 1968, consacrées à l'enregistrement de leur album homonyme, mieux connu du surnom « Album blanc », les Beatles comprennent qu'ils traversent une période difficile. Avant que John Lennon n'installe sa nouvelle compagne et muse à ses côtés dans les studios, le 30 mai 1968 dès le début des séances de cet album double, aucune compagne ou épouse n'était admise durant les enregistrements ou les répétitions. À présent, les autres membres du groupe peinent à s'entendre avec Yoko Ono et leurs rapports sont tendus, d'autant plus qu'elle agace aussi l'équipe des studios en émettant des critiques. Ce disque et sa pochette toute blanche au formidable succès commercial devient celui des individualités, les Beatles utilisant souvent séparément les trois studios d'Abbey Road pour enregistrer leurs chansons dans une ambiance particulièrement pesante, le groupe jouant rarement au grand complet. Certaines, comme Julia, Blackbird, Good Night ou Mother Nature's Son, sont même interprétées par un seul des Beatles.
Devenu le motivateur du groupe, Paul McCartney trouve une solution à cette situation doublement délicate : recoller les morceaux en revenant à ce qui a fait la cohésion et la force des Fab Four, jouer du rock 'n' roll brut, sans user des innombrables techniques de studio qui ont prédominé pendant les trois dernières années. L'idée initiale du projet était de filmer le groupe jouant certaines chansons de l'« Album blanc » en répétition et lors de concerts du 14 au 16 décembre au Roundhouse de Londres pour une émission spéciale destinée à la télévision. Un coupon pour un tirage est ensuite imprimé dans le The Beatles Book de décembre 1968 afin d'offrir la chance de gagner une des cinquante paires de billets pour un des trois concerts maintenant prévus en janvier. Rendu à Noël, le projet ne devient qu'une seule prestation live, dans un endroit non spécifié, effectuée le 18 janvier suivant, toujours avec un spécial télévisuel. Entre-temps, comme le plateau de tournage de Twickenham n'est disponible qu'en janvier, deux mois après la sortie de l'album, l'idée de reprendre ces chansons est abandonnée et le groupe décide, avec les encouragements de McCartney, d'en enregistrer de nouvelles pour ce concert. Le principe du projet est donc de créer et de jouer ensemble et en direct ces nouvelles chansons, comme un vrai groupe rock, bannir toute retouche, interdire les overdubs « watchamacallit » (« what you may call it », « quels que soient le nom que vous leur donnez »), comme dit John Lennon. Les erreurs d'interprétation doivent rester, comme pour montrer que les Beatles ne sont pas parfaits, et l'idée plaît beaucoup à ce dernier. On jongle avec l'idée de filmer en direct certaines prestations pour une émission télévisée qui sera retransmise mondialement, à l'image de ce qui avait été fait pour All You Need Is Love en juin 1967.
À partir du 2 janvier 1969, les Beatles s'installent donc avec l'équipe de tournage aux studios de cinéma de Twickenham, qu'ils connaissent déjà puisque des scènes de A Hard Day's Night et Help! y ont été tournées et, plus récemment, les films promotionnels de Hey Jude et Revolution par Michael Lindsay-Hogg. Recruté par le groupe, ce réalisateur les épie presqu'en continu avec deux caméras 16 mm et deux magnétophones Nagra, le tournage s'y déroule durant une douzaine de jours avant de se déplacer à leur nouveau studio de Savile Row. Cependant, et jusqu'à la fin des sessions, les musiciens ont beaucoup de mal à se mettre d'accord sur les tenants et les aboutissants du projet : est-ce pour une émission télévisée, un documentaire montrant le processus créatif menant à la publication d'un album, ou des répétitions pour un concert ? Et si concert il doit y avoir, où se tiendra-t-il ? « Sur la lune ! », selon une blague de Lennon. L'idée du concert devant public ou en mondovision abandonné, comme ils doivent un dernier film par contrat avec United Artists, à une époque où ils n'ont plus la moindre envie de jouer la comédie, il est décidé de produire un documentaire pour le cinéma.

### Répétitions et enregistrements

#### Studios de Twickenham
Les répétitions et les premiers enregistrements débutent le 2 janvier dans les studios de cinéma de Twickenham, sous les caméras du réalisateur Michael Lindsay-Hogg. Il est chargé de réaliser le documentaire sur les préparatifs du groupe, pour un projet qui porte provisoirement le nom de « Get Back » à la suite de la création sur place, le 7, de cette chanson. Deux caméras, disposant d'une bobine d'une capacité de seize minutes, filment quelques secondes ou quelques minutes à la fois, synchronisées à deux magnétophones Nagra qui enregistrent le son en alternance, même si la caméra ne roule pas. De ce fait, beaucoup plus de son que d'images est mis en boîte. L'estimation de ces quantités divergent d'une source à l'autre; de cinquante-six à au-delà de soixante heures d'images contre cent trente à plus de deux cent heures de son. Des bribes de musique et des conversations sont enregistrées dans le but de fournir le plus d'éléments possibles lors du montage final. L'ingénieur du son et coproducteur Glyn Johns installe tardivement un studio professionnel, avec un magnétophone huit pistes appartenant à George Harrison, afin que les Beatles puissent enregistrer les masters de leurs chansons.
Avec, à l'origine, trois semaines pour préparer une heure de concert, le planning de travail s'avère serré pour les Beatles qui ont pris l'habitude de ne pas se presser en studio. Ils abordent des dizaines et des dizaines de titres, en quelques notes seulement pour certains, discutent, blaguent, se disputent, revisitent des vieux classiques du rock 'n' roll (Rock and Roll Music, Dizzy Miss Lizzy, Be-Bop-A-Lula, Lucille, Whole Lotta Shakin' Goin' On, Sure to Fall), font le bœuf, jouent de tout et de rien, parfois mal et sans conviction,. Ils répètent surtout leurs nouvelles chansons, dont certaines seront utilisées sur l'album en préparation (The Long and Winding Road, I Me Mine, For You Blue, Two of Us, Let It Be, I've Got a Feeling , etc.); Get Back étant la seule conçue et écrite sur place durant ce mois de janvier. D'autres seront retravaillées à l'été 1969 pour Abbey Road (Maxwell's Silver Hammer, Oh! Darling, Octopus's Garden, I Want You (She's So Heavy), Something ainsi que Mean Mr. Mustard, Polythene Pam, She Came In Through the Bathroom Window, Golden Slumbers et Carry That Weight qui finiront par constituer la majeure partie du medley de la seconde face de Abbey Road) , sans oublier des compositions qui se retrouveront sur les albums solos publiés après la séparation des Beatles, telles All Things Must Pass de Harrison, Gimme Me Some Truth et Child of Nature/On The Road to Marrakech (qui deviendra Jealous Guy) de Lennon, Junk, Teddy Boy, The Back Seat of My Car et Another Day de McCartney. Des compositions inédites et qui ne seront jamais publiées sont également jouées pendant ces répétitions, telles Suzy Parker, Too Bad About Sorrows ou Commonwealth de Lennon/McCartney et Taking a Trip to Carolina signé Richard Starkey. Ce dernier n'aura pas de chanson sur laquelle il chantera en solo.
Répétées à Twickenham et retenues pour le film, la version studio de I Me Mine ne sera enregistrée qu'un an plus tard tandis que pour Across the Universe, c'est la version enregistrée aux studios EMI par John Lennon avec sa guitare acoustique le 4 février 1968, et achevée quatre jours plus tard, qui va paraitre sur l'album. Ces deux chansons seront augmentées d'une orchestration par Phil Spector.
Bien que d'un point de vue musical, ces sessions sont particulièrement prolifiques compte tenu du nombre de nouvelles chansons apportées par les trois auteurs principaux, le groupe est toujours miné par les tensions ; tandis que John Lennon achève de se désintéresser du groupe pour Yoko Ono et ses projets solo, Paul McCartney fait preuve d'un dirigisme qui finit par exaspérer les autres. Lui-même reconnaît avoir parfois montré trop d'enthousiasme, et avoue aussi que ses partenaires le trouvaient « trop dominateur ». Les horaires matinaux inhabituels et l'atmosphère froide et austère des studios de Twickenham n'arrangent pas les choses. La présence constante de Yoko aux côtés de John, et dont le comportement frise parfois l'ingérence, participe aussi à la tension ambiante. A posteriori, Lennon explique ainsi avoir fait l'album « comme on va bosser à neuf heures du matin », et décrit les sessions de Twickenham comme « les plus misérables… de la terre », George Harrison déclare que le groupe y a « touché le fond », et McCartney les a vécues comme « très délicates ». Le documentaire The Beatles: Get Back tend à démontrer que l'ambiance n'était pas si horrible que les membres se souviennent. Le réalisateur Peter Jackson dira plus tard : « J'ai constaté comment le montage original […] était paralysée par la politique interne, les retards, les limitations techniques et les obligations promotionnelles […] Je me suis rendu compte que beaucoup de souvenirs de Paul et Ringo de janvier 69 sont en réalité le souvenir du film Let It Be […] sorti en 1970 à l'époque où ils se séparaient […] une période très stressante pour eux; une période très malheureuse. ».
Tout de même, les disputes sont courantes et s'engagent souvent sur des sujets futiles. Le 6 janvier, durant les répétitions de la chanson Two of Us, McCartney fait une remarque à Harrison concernant sa façon de jouer, et celui-ci répond : « Je jouerai ce que tu veux. Et si tu ne veux pas que je joue, je ne jouerai pas du tout ! Tout ce qui te fera plaisir, je le ferai ». Le 10 janvier, exaspéré par ces disputes qui éclatent sous l'œil des caméras, Harrison prend sa guitare et quitte les studios.

« À Twickenham, les Beatles, Yoko, moi et souvent notre cameraman Tony Richmond nous allions souvent déjeuner dans une petite salle en haut des escaliers, près d'un bar où des membres de l'équipe de tournage ou des employés du studio sifflaient une ou deux bières avant d'aller déjeuner de l'autre côté. George était habituellement avec nous, il participait aux conversations, affable et sympathique, intéressé par tout ce qui se tramait, mais le jour où on a discuté du concert en Tunisie, il n'était pas avec nous quand on a commencé à manger. Lors des répétitions du matin, je pouvais sentir par son silence et son retrait que quelque chose mijotait en lui, et comme c'était mon rôle d'être le documentariste, j'ai demandé à notre ingénieur du son de planter un micro dans un pot de fleurs sur la table du déjeuner. On avait fini l'entrée lorsque George est arrivé. Il est resté debout, face à la table. On l'a tous regardé. Il est resté silencieux durant un moment. Puis il nous a dit : « On se verra dans les clubs. » C'était ça ses adieux. Et il est parti. »

— Michael Lindsay-Hogg
Ne le voyant pas revenir, les autres ne savent plus quoi faire, et se lancent dans une improvisation apocalyptique couverte par des « vocalises » de Yoko Ono,. Lennon envisage de faire venir Eric Clapton en remplacement,. Le groupe se réunit finalement chez Ringo Starr pour débloquer la situation, mais la réunion tourne court quand Harrison la quitte, exaspéré par Yoko Ono qui répond à la place de John Lennon. Des négociations aboutissent finalement au retour du guitariste au bout d'une semaine, sous conditions. Il n'est plus question d'un concert devant public en fin de tournage, comme c'était prévu, ni d'une émission télévisée en mondovision, mais simplement de filmer le groupe en train de préparer et enregistrer son nouvel album. De plus, les Beatles décident de quitter les studios inadaptés de Twickenham pour ceux qu'ils se sont fait construire au sous-sol de leur compagnie, Apple Corps au 3 Savile Row.

#### Savile Row

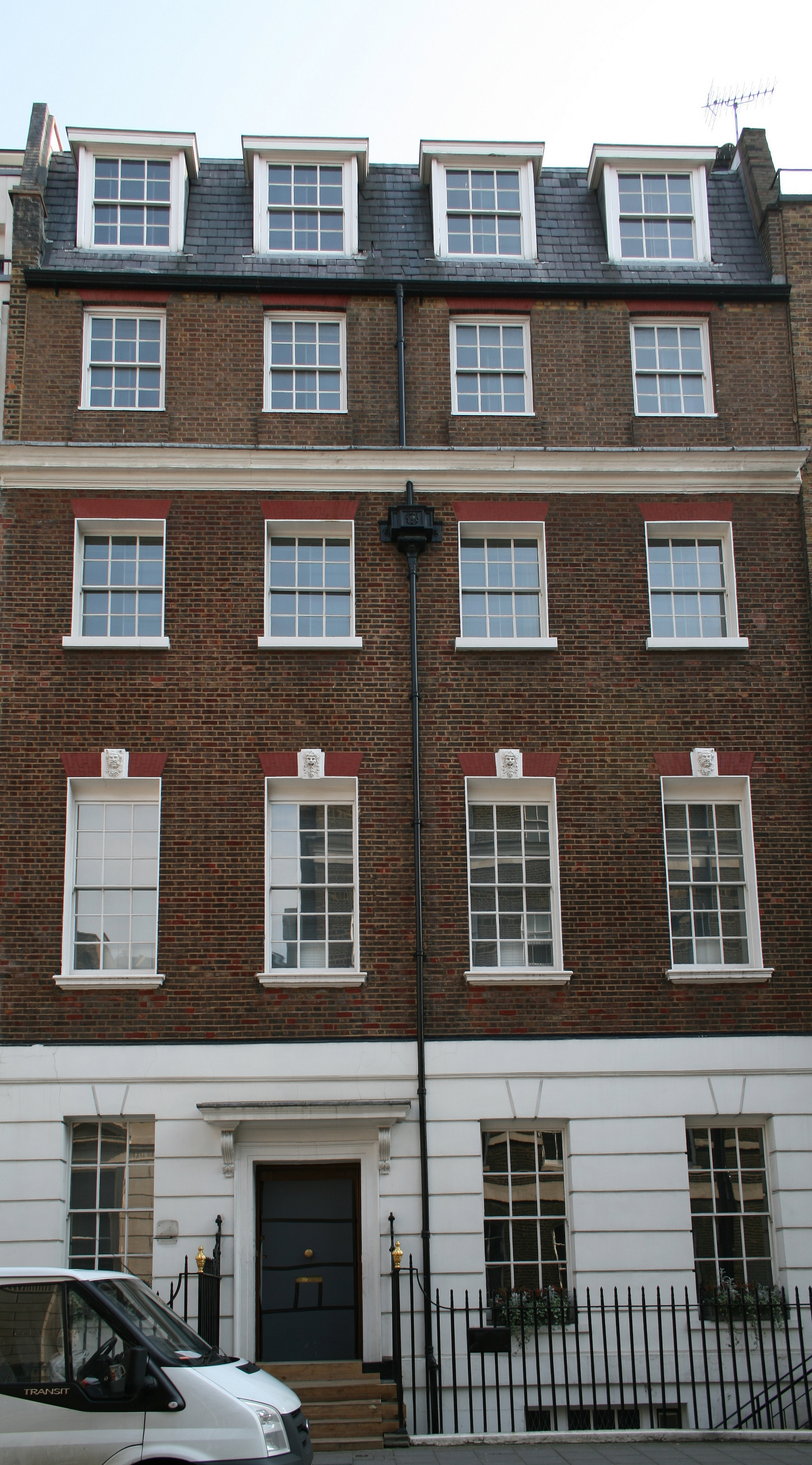
C'est au sous-sol, puis sur le toit de l'immeuble du 3 Savile Row. que sont enregistrées les chansons de Let It Be.

Lorsque les Beatles se retrouvent au complet au siège d'Apple le 16 janvier 1969, une mauvaise surprise les attend dans leur nouveau studio au sous-sol : ils ont confié la construction de celui-ci à Alexis Mardas, surnommé « Magic Alex », un véritable charlatan et un personnage très influent à ce moment dans l'entourage direct du groupe, promu à la tête de la division Apple Electronics. Lorsqu'ils découvrent le résultat, ils tombent des nues : Mardas a prétendu construire le premier magnétophone à 72 pistes de l'histoire, mais il s'est en réalité contenté de disposer une vingtaine d'enceintes autour du studio où rien n'est prévu pour des conditions normales d'enregistrement. Mardas a expliqué à Ringo Starr qu'il n'avait plus besoin de panneaux autour de sa batterie (destinés à isoler le son de l'instrument pour éviter les « fuites » vers les autres micros) puisqu'il allait créer tout autour une sorte de « champ de force ». Il n'a pas pensé non plus à isoler le chauffage central, qui doit être coupé pour ne pas émettre des bruits sur la bande d'enregistrement ni prévu des ouvertures pour les fils entre le studio et la régie. Sa console de mixage, ouvragée au marteau, est bonne pour la poubelle ; elle est revendue cinq livres sterling à un magasin de seconde zone. Durant la fin de semaine, en catastrophe, les ingénieurs d'EMI s'affairent à construire un studio de son en reliant deux tables de mixages quatre pistes au magnétophone huit pistes de Harrison. Le 20 janvier, les Beatles se mettent au travail, avec l'ingénieur du son Glyn Johns aux manettes assisté du technicien Alan Parsons,.
George Harrison invite le claviériste américain Billy Preston, un vieil ami du groupe de passage à Londres pour une prestation à l'émission de télévision de la chanteuse Lulu, à venir les visiter au studio. Ils ont fait connaissance en 1962 à Hambourg, alors qu'encore adolescent, il jouait avec Little Richard au Star-Club dans lequel jouaient aussi les jeunes musiciens de Liverpool,. Le groupe lui propose de les accompagner et il accepte avec joie. À l'instar d'Eric Clapton, venu exécuter un solo de guitare sur While My Guitar Gently Weeps six mois plus tôt, le groupe oublie un temps ses tensions. George Harrison explique par la suite que la présence d'un musicien extérieur pousse toujours les Beatles à bien se conduire entre eux et qu'il y a « littéralement 100 % d'amélioration dans l'atmosphère de la salle ». Ce jour-là, les cinq musiciens enregistrent les premières versions de plusieurs chansons qui paraîtront sur Let It Be, ainsi que l'instrumental Rocker de Fats Domino et un succès des Drifters, Save the Last Dance for Me, tous deux inclus sur l'ébauche d'un album produit par Glyn Johns, intitulé Get Back, mais évincés de la version de Spector. À partir de ce 22 janvier, presque toutes les chansons qui figurent sur le disque sont enregistrées dans des conditions live qui rendent la présence d'un cinquième musicien aux claviers fort bienvenue. Selon George Martin, le travail de Preston « sur [la chanson] Get Back, justifie à lui seul sa présence ». Cette chanson, maintenant presqu'achevée, est enregistrée pour la première fois le 23 janvier, bien qu'aucune prise de ce jour-là ne soit utilisée sur l'album.
Dès le lendemain, le groupe enregistre des interprétations de Two of Us, Dig a Pony et I've Got a Feeling. L'interprétation informelle de Maggie Mae qui apparaîtra tout de même sur l'album est mise en boîte le 24 janvier, entre deux prises de Two of Us. Une chanson de McCartney, Teddy Boy, est également enregistrée et incluse sur l'ébauche Get Back. Détestée par les autres Beatles, spécialement par John Lennon, elle est évincée de l'album mais parait un mois avant la sortie de Let It Be sur McCartney, son premier album solo,.
À partir du 25 janvier, les Beatles enregistrent plusieurs prises des chansons qui figureront sur l'album, dont la prise définitive de For You Blue ce jour là, mais aussi quelques répétitions de chansons qui seront interprétées le 30 janvier sur le toit d'Apple. Autant Glyn Johns que Phil Spector incluent Dig It sur leurs albums, un court extrait d'un bœuf de plus de dix minutes, enregistré le 26 ; le même jour, le groupe reprend également des titres leurs rappelant leur adolescence comme You've Really Got a Hold on Me, qui paraissait en 1963 sur leur album With the Beatles, prestation qui sera vue dans le film. La version de Get Back utilisée pour le single et sur l'album est enregistrée le 27 tandis que la prise de base de celle qui se retrouvera en face B, Don't Let Me Down, est enregistrée le lendemain.

#### Concert sur le toit et fin du tournage
Le temps de conclure le tournage du film approche et le groupe n'arrive pas à trouver de solution qui fasse l'unanimité. Le documentaire de Peter Jackson, The Beatles : Get Back montre que le 26 janvier, le réalisateur Michael Lindsay-Hogg et l'ingénieur du son Glyn Johns viennent exposer leur idée à Paul McCartney : la solution la plus simple ne serait-elle pas de monter quelques étages et de faire ce concert sur le toit du bâtiment ? Ils s'y rendent avec Ringo Starr pour étudier la faisabilité, conscients du bruit qui sera produit et du risque d'être interrompus par la police. Dans un premier temps, la solution semble plaire à tout le monde, mais par la suite, Harrison et McCartney affichent leur réticence et les discussions se poursuivent jusqu'à la dernière minute. La date choisie pour cette prestation est le mercredi 29 janvier 1969 mais la météo obligera à la repousser d'un jour. Ils s'exécutent donc le 30 janvier vers midi. Accompagnés de Billy Preston, ils interprètent Get Back, Don't Let Me Down, I've Got a Feeling, One After 909 et Dig a Pony, certaines chansons étant jouées deux fois. Ils concluent leur prestation par une troisième version de Get Back,.
En contrebas de l'immeuble, la foule s'amasse et bloquent les rues en regardant en l'air. Des badauds montent sur les toits pour assister à ce concert surprise. La police, qui reçoit rapidement des plaintes pour cause de vacarme, intervient pour demander le retour à la normale. En prévision d'un événement semblable, une caméra a été cachée à l'entrée du bâtiment d'Apple. Dans le film, on voit donc Mal Evans, assistant du groupe, s'occuper de négocier avec les agents de police pour que le groupe puisse terminer ses prises. Dans le documentaire, on est témoin que le portier, Jimmy Clarke, et la réceptionniste d'Apple, Debbie Wellum, ont eux aussi retardé l'entrée des policiers.

« Quand ils sont arrivés, j'étais en train de jouer, et je me suis dit : « Super, j'espère qu'ils vont m'embarquer ». Je voulais que les flics m'embarquent — « dégagez de cette batterie ! » — parce qu'on était filmés et que ça aurait vraiment eu de la gueule de les voir virer les cymbales et tout le matériel. »

— Ringo Starr.
Le concert, d'une durée de 42 minutes, se conclut cependant de façon pacifique mais fructueuse; les versions jouées en plein air de One After 909, Dig a Pony et I've Got a Feeling sont celles que l'on entend sur l'album. Des sons d'ambiance sont rajoutés à l'enregistrement studio de Get Back pour lui donner l'impression d'y avoir été enregistré. C'est la dernière fois que les Beatles se produisent ensemble, en concert et en dehors des studios. Bien que seul le personnel technique présent autour d'eux, quelques proches, ainsi que de rares personnes téméraires qui ont réussi à grimper sur les toits voisins y assistent, le Rooftop Concert, leur ultime prestation publique, passe à l'histoire. Alan Parsons, à l'époque jeune assistant ingénieur du son d'EMI et qui mixera quelques mois plus tard Abbey Road, raconte.

« Ce fut un des plus beaux et des plus excitants jours de ma vie. Voir les Beatles jouer ensemble et recevoir la réaction instantanée des gens autour d'eux, cinq caméras sur le toit, d'autres en pleine rue… c'était juste incroyable. Une journée magique, magique ! »

— Alan Parsons.
Les enregistrements s'achèvent dans le studio du sous-sol de l'immeuble, le lendemain lorsque trois chansons, Two of Us, Let It Be et The Long and Winding Road, sont mises en boîte. Les deux premières seront placées sur l'album, mais seule Two of Us est un enregistrement purement live. C'est une prestation enregistrée le 26 janvier de The Long and Winding Road qui est choisie autant par Johns, pour son ébauche, que par Spector,. Les deux ballades avec McCartney au piano subiront des modifications substantielles en post-production, effectuées respectivement par George Martin pour l'une et par Phil Spector, qui ne cherchera pas l'assentiment de l'auteur, pour l'autre.

### Abandon et achèvement

#### Premiers essais et mise au placard
Durant ce mois de janvier, Glyn Johns présente une ébauche de son concept d'album qui comprendrait certaines des prises incomplètes et des extraits de discussions. Il inclut des chansons qui ne seront pas publiées par les Beatles, la pièce originale Teddy Boy et la reprise The Walk (en), mais elle est unanimement refusée. John Lennon remettra naïvement cette ébauche de l'album à un journaliste américain en septembre 1969 qui sera diffusée à la radio. Enregistré par des fans, un bootleg intitulé Kum Back sera distribué sur le marché gris.
Après ces séances, en février, John Lennon reprend sa piste vocale et effectue du double-tracking sur sa chanson Don’t Let Me Down mais la suite de la production de l'album s'annonce laborieuse. Comme l'explique John Lennon, les prises sont très nombreuses dans la mesure où tout a été enregistré durant le tournage du film, au sous-sol et sur le toit du bâtiment d'Apple, et les 29 heures de bandes à trier découragent tout le monde. Les Beatles se ravisent et chargent donc Glyn Johns de tirer quelque chose de ces enregistrements, basée sur l'ébauche précédente. En avril 1969, Glyn Johns se remet au travail sur l'album Get Back et propose, quelques semaines plus tard, une seconde version toujours avec des prises incomplètes et des dialogues. Johns mixe aussi Shake Rattle And Roll, Kansas City, Miss Ann, Lawdy Miss Clawdy, Rocker et Save the Last Dance for Me, mais seules les deux dernières seront incluses dans cet album qui voit The Walk être éliminée. Lennon affirme : « Je me suis dit que ça serait bien de la sortir, cette version merdique. Ça casserait les Beatles, ça casserait le mythe ». Cependant, la publication de l'album, prévue initialement pour juillet, est plusieurs fois repoussée afin de coïncider avec la sortie du film. Cette seconde version restera longtemps inédite avant d'être incluse, cinquante ans plus tard, dans l'édition Deluxe de la réédition remixée de l'album Let It Be,.
Un 45 tours, crédité à « The Beatles with Billy Preston », couplant les versions studio de Get Back et Don't Let Me Down issu des enregistrements de janvier 1969, coproduit par George Martin et Glyn Johns, sort cependant le 11 avril 1969. Le communiqué de presse indique que ce single présente les Beatles « tel que la nature l'a destiné » (« The Beatles as nature intended »).
Le 30 avril 1969, George Harrison enregistre un nouveau solo sur la prise 27 de Let It Be. Glyn Johns utilisera cette prestation pour ses ébauches d'albums. À la même occasion, on achève l'enregistrement de You Know My Name (Look Up the Number), une chanson insolite qui a été débutée en 1967 et sporadiquement revisitée depuis.
Subséquemment, les Beatles se désintéressent totalement du projet Get Back, dont ils ne pensent rien tirer. Le single The Ballad of John and Yoko, récemment écrit par John et enregistré en vitesse par le duo Lennon/McCartney, et la face B, Old Brown Shoe de Harrison, issue des répétitions de janvier, sort le 30 mai 1969. Sentant la fin du groupe proche, ils décident de se pencher sur un nouvel album réalisé avec l'aide de George Martin et de Geoff Emerick, en revenant aux modes de production sophistiqués qui ont fait le succès de leurs précédents opus. Les enregistrements débutent fin février et se concentrent principalement en juillet et août aux studios EMI, pour aboutir à la sortie de l'album Abbey Road le 26 septembre 1969, repoussant de fait à nouveau une éventuelle sortie de Get Back, dont les bandes restent au placard. Tout porte alors à croire que Abbey Road est le dernier album des Beatles car, lors d'une réunion le 20 septembre, Lennon a mis fin au groupe en annonçant à ses partenaires son départ définitif, rupture qui sera par contre gardée secrète.

#### Sessions de janvier1970et dernier single
Depuis 1969, les Beatles ont un nouveau manager, Allen Klein, qui ne fait pas l'unanimité dans le groupe. S'il a été fortement recommandé par Lennon, et accepté par Harrison et Starr, il est désapprouvé par McCartney qui lui préférerait son futur beau-père, Lee Eastman (en), et qui refuse de signer le moindre contrat avec l'homme d'affaires américain. De plus, l'ingénieur du son Glyn Johns est méfiant envers Klein (avec raison) qu'il a côtoyé durant les sessions d'enregistrements avec les Rolling Stones (en 1970, l'homme d'affaires récupère sournoisement les droits de catalogue du groupe de Mick Jagger dont il est le manager de 1965 à 1970). De grands changements sont opérés par le nouveau manager, qui congédie notamment Mal Evans, assistant et ami des Beatles depuis de nombreuses années.
Les 3 et 4 janvier 1970, les Beatles effectuent leur ultime séance en tant que groupe actif. Malgré le fait que John Lennon ait annoncé aux autres son départ des Beatles trois mois plus tôt, le grand public n'est pas encore au courant. C'est donc en trio que le groupe, avec George Martin, reprend le travail sur l'album Get Back. Le premier jour, George Harrison, Paul McCartney et Ringo Starr enregistrent une courte version en studio de I Me Mine, puisqu'une version préliminaire de cette chanson sera entendue dans le documentaire. Dans les outtakes incluse sur Anthology 3, on entend George Harrison lâcher une plaisanterie concernant le départ de Lennon : « Vous aurez tous lu que Dave Dee n'est plus avec nous. Mais Micky, Tich et moi-même voudrions juste poursuivre le bon travail qui a toujours été réalisé dans le [studio] no 2 ». Ces noms, attribués à ses partenaires par le guitariste, fait référence au groupe britannique populaire du moment, Dave Dee, Dozy, Beaky, Mick and Tich, duquel le premier venait justement de quitter. Le lendemain, le groupe retravaille la prise 27 de la chanson Let It Be, enregistrée près d'un an plus tôt, le 31 janvier 1969. Harrison reprend son solo, plus rock cette fois, et McCartney remplace la prestation de John Lennon à la basse. Les chœurs seront aussi repris pour l'occasion par Harrison avec McCartney et sa copine Linda,. Lennon n'est donc pas entendu sur les deux versions publiées en 1970 de cette chanson. Le même jour, le titre est augmenté d'une orchestration de cuivres et violoncelles par George Martin en vue d'une sortie en single.
Glyn Johns refait une ultime tentative afin que l'album soit aligné à la bande-son du documentaire. Le 5 janvier, il mixe I Me Mine, Across the Universe, en vue de les intégrer dans sa nouvelle ébauche qui reprend en grande partie sa seconde tentative; Teddy Boy est éliminée de la liste. Le 8 janvier, il est à la table de mixage des studios Olympic afin que George Harrison refasse sa prestation vocale sur For You Blue, sa dernière contribution à l'œuvre originelle des Beatles. Mais encore une fois, cette ébauche est mise de côté car Johns sera bientôt remplacé par Phil Spector. Avant que ce dernier ne se mette au travail, Let It Be/You Know My Name (Look Up the Number), le dernier single britannique des Beatles, produit par George Martin et mixé par Glyn Johns, sort le 6 mars 1970. Cette version de Let It Be, finalisée le 4 janvier mais avec le solo de guitare enregistré le 30 avril 1969, atteindra le sommet du palmarès.

#### Reprise par Phil Spector
George Harrison a recruté Phil Spector, récemment engagé dans le giron d'Apple par Klein, afin qu'il produise son premier véritable album solo. Lors d'une rencontre de préproduction, le 27 janvier, John Lennon communique avec le guitariste car, la veille, il a composé la chanson Instant Karma! et veut l'enregistrer et la sortir le plus rapidement possible. Harrison accepte de participer à cet enregistrement et invite Spector à l'accompagner. Celui-ci prend les rênes de l'enregistrement et, malgré son attitude particulière, Lennon est enchanté par l'ambiance sonore inhabituelle créé par le producteur américain. Il suggère aussitôt à Allen Klein de lui remettre les bandes de janvier 1969. Harrison et Starr sont d'accord avec cette idée mais Paul McCartney ne peut pas être contacté. Il a eu du mal à accepter l'implosion du groupe et vit une dépression, que seuls les encouragements et l'amour de sa femme Linda lui permettront de s'en extirper. Après quelques semaines, il accepte lui aussi cette proposition avec la disposition qu'on pourra refuser le master si un des quatre se montre insatisfait.
Le premier travail de Phil Spector, durant le mois de mars 1970, est de réaliser une nouvelle sélection des chansons et des prises qu'il mixe et qui apparaitront sur l'album. Bien que présente dans le film, il décide d'écarter la chanson Don't Let Me Down, déjà sortie en single et incluse dans la compilation Hey Jude créée par Capitol Records et publiée le mois précécent,. Il rallonge la durée de la chanson I Me Mine d'une minute, en répétant le couplet et le refrain, qui passe maintenant à deux minutes trente. À l'issue de son travail, le producteur estime qu'il faut effectuer une séance d'overdubs supplémentaire pour renforcer l'album.
Le 1er avril 1970 aux studios d'Abbey Road, Spector, assisté de l'ingénieur de son Peter Bown (en), ajoute un orchestre de dix-huit violons, quatre altos, quatre violoncelles, trois trompettes, trois trombones, deux guitares, une harpe et un chœur de quatorze chanteuses sur The Long and Winding Road, I Me Mine et Across the Universe. Les trois auteurs de ces chansons sont absents; un seul Beatle est présent, Ringo Starr, appelé à doubler ses parties de batterie sur l'ensemble de ces titres. Les arrangements et la direction de l'orchestre des deux premiers titres sont effectués par Richard Anthony Hewson, tandis que Brian Rogers s'occupe du dernier. John Barham (en) a pour sa part effectué les arrangements de la chorale de cette séance. Phil Spector s'éloigne alors du concept original du projet épuré Get Back. Cette chanson parue depuis déjà un an fait en sorte que le titre de l'album est changé à Let It Be et inclus un mixage différent de ce plus récent single avec, entre autres, les orchestrations plus en évidence et le solo de guitare à saveur rock, enregistrés le 4 janvier .
À l'écoute du produit final, John Lennon en est fort satisfait : selon lui, « on lui a refilé le truc le plus minable, un tas de boue mal enregistré, sans aucun feeling, et il en a tiré quelque chose. Il a fait un super boulot. » Le travail de Spector plait aussi à George Harrison et Ringo Starr, y compris McCartney qui aurait tout de même préféré qu'aucunes des chansons ne soient augmentées d'orchestrations. Glyn Johns et George Martin seront outrés, et voient dans ces ajouts une altération totale du concept de départ, qui voulait que l'album reprenne l'essence des performances live du groupe.

Durant cette période, tout fin seul et en secret, McCartney enregistre son premier album solo dans son studio personnel. Rapidement complété, il veut le sortir le 10 avril. Mais l'album compilation Hey Jude vient de sortir le 27 février, le single Let It Be le 6 mars, l'album de Ringo Starr Sentimental Journey est déjà prévu pour le 27, l'avant-première du film Let It Be prévue à New-York le 28 avril alors la bande originale doit sortir rapidement. Apple Records ne souhaite pas que toutes ces sorties soient en compétition, ce qui affecterait nécessairement les ventes. Dans un premier temps, McCartney accepte de reporter la sortie d'une semaine, pour le 17. Mais pour donner toute la place à l'album Let It Be, le groupe délègue Ringo Starr afin de proposer à McCartney le report de son album en juin mais cette demande est très mal reçue par celui-ci. Après toutes les péripéties vécues depuis dix-huit mois, c'en est trop. McCartney refuse catégoriquement de proroger sa sortie et, après plusieurs écoutes du dernier album des Beatles, fait même volte-face au sujet des arrangements orchestraux et exige des changements. Le 14 avril, il écrit à Klein : 

« À l'avenir, personne ne sera autorisé à ajouter ou à soustraire un enregistrement d'une de mes chansons sans ma permission.
J’avais envisagé d’orchestrer « The Long and Winding Road », mais j’avais décidé de ne pas le faire. Je souhaite donc qu'elle soit modifiée selon ces spécifications:
 1. Les cordes, les cors, les voix et tous les bruits ajoutés doivent être réduits en volume.
2. Les voix et l'instrumentation des Beatles doivent être augmentées en volume.
3. La harpe doit être complètement retirée à la fin de la chanson et les notes de piano originales doivent y être replacées.
4. Ne recommencez plus jamais. »

Mais il est trop tard pour corriger le tir et la sortie de l'album, sans les modifications exigées, prévue pour le 24 avril est repoussée au 18 mai, précédé par celui de McCartney, le 17 avril. Préalablement, Paul, qui ne veut pas faire de conférence de presse pour promouvoir la sortie de son disque, demande à Derek Taylor de lui soumettre une liste de questions pour lesquelles il répondra à la presse (Taylor affirme que les questions sont plutôt toutes écrites par McCartney lui-même). À la question « Are you planning a new album or single with the Beatles? » (Envisagez-vous un nouvel album ou un single avec les Beatles ?), la réponse est claire et sans équivoque : « No ». Le 10 avril, cette citation crée tout un émoi dans la presse britannique même si Paul a déjà été cité dans Life Magazine, le 7 novembre 1969, affirmant que « The Beatle thing is over. » (« L'histoire des Beatles est terminée »),. Bien qu'il affirme que cette rupture ne soit pas nécessairement permanente, McCartney sera quand même perçu comme l'instigateur de la séparation du groupe. En fin d'année, le traitement réservé à la chanson The Long and Winding Road fera partie des six raisons évoquées en justice par Paul pour prononcer la dissolution juridique du groupe.

## Parution et réception

### Succès commercial
Let It Be paraît donc, en stéréo seulement, le 8 mai 1970 sous la forme d'un coffret comprenant un livre de cent soixante-quatre pages contenant des photographies des séances de janvier 1969 et des transcriptions de dialogues. Aux États-Unis, il est distribué par la United Artists, mais avec l'étiquette rouge d'Apple sur laquelle est inscrit « Reproduced for disc by Phil Spector »,, et paraît le 18 mai sans le livre accompagnateur. L'album seul n'est disponible au Royaume-Uni que le 6 novembre 1970. Comme le commente Ringo Starr, « en mai 1970, Let It Be a été le dernier album édité, alors que bien sûr, Abbey Road avait été le dernier enregistré. Ça montre comme le monde est bizarre — que l'avant-dernier album sorte le dernier, et que le dernier sorte avant lui. On s'est séparés après Abbey Road alors qu'on n'envisageait pas vraiment de se séparer pendant qu'on faisait le précédent. Tout ça est très étrange ».
Bien que le coffret soit vendu trente pourcent plus cher que les albums habituels, il prend la première place des ventes dès le 23 mai 1970, et ce pour les trois semaines suivantes. Si, du fait de sa forme inhabituelle, le coffret se vend moins bien en Angleterre, aux États-Unis sous forme d'album simple, il bat tous les records de pré-commandes dans l'histoire de l'industrie du disque, avec 3 700 000 exemplaires,. Celui-ci, comme la version simple de l'album parue en novembre, se maintient en tout 59 semaines dans les hit-parades britanniques, et pendant 55 semaines aux États-Unis. Par ailleurs, les singles Get Back, Let It Be et The Long and Winding Road — ce dernier est, à l'initiative d'Allen Klein, uniquement paru aux États-Unis — atteignent le sommet des ventes. Enfin, la bande originale du film Let It Be reçoit en 1971 le Grammy Award de la meilleure musique de film. Seul Beatle présent à la cérémonie, Paul McCartney, accompagnée par Linda, recevra le prix des mains de John Wayne. Elle gagnera également l'Oscar de la meilleure partition de chansons originales en 1971, prix accepté par Quincy Jones pour les Beatles qui sont tous absents lors de la cérémonie.
Des images du concert et de ces séances subsistent le film Let It Be, les documentaires Anthology et Eight Days a Week et les vidéoclips de certaines des chansons. La télésérie Get Back montre le concert au complet en écran divisé. Existent aussi des disques pirates contenant l'intégralité des répétitions, des discussions et des enregistrements captés par les magnétophones Nagra qui tournaient en continu, ce qui représente dix-sept volumes intitulés The Complete Get Back Sessions.

### Accueil critique
Pour certains critiques de l'époque, notamment le magazine Rolling Stone, l'album se situe nettement en deçà des productions précédentes du groupe. L'album est, à l'époque, une relative déception pour les fans, notamment en comparaison avec Abbey Road, qui le précède. Richie Unterberger d'AllMusic explique ainsi que Let It Be est le seul album du groupe à avoir engendré des critiques négatives, et parfois même hostiles. Dans une critique assez sévère du Record Mirror, le 9 mai 1970, David Skan met en cause le travail de Phil Spector sur l'album : « Le contenu a été trifouillé, ou, selon la pochette, « rafraîchi ». Pour certains, « castré » est le terme approprié, à cause des chœurs ainsi que des harpes, violons, etc. L'idée que les chansons de John et de Paul aient besoin d'une production lisse est une impertinence ». Alan Smith du New Musical Express considère l'album comme étant « une épitaphe de radin, une pierre tombale en carton, une fin triste et défraîchie » (« ...a cheapskate epitaph, a cardboard tombstone, a sad and tatty end ») pour ce groupe qui a changé la face de la musique pop.
Pourtant, l'album s'attire aussi des avis favorables, sur fond de rumeurs de séparation définitive du groupe. McCartney a en effet, à l'occasion de la sortie de son premier album solo, rompu le secret qui tenait depuis septembre 1969, à propos du départ de John Lennon. Ainsi, le Times écrit le 8 mai 1970 : « Les oiseaux de mauvais augure font courir le bruit que Let It Be serait le dernier album des Beatles… Ne nous précipitons pas : pour l'instant, leur vitalité, si l'on se base sur Let It Be, est toujours aussi éclatante. […] Les Beatles n'en sont pas encore à racler les fonds de tiroir ». Plus nuancé, Derek Jewell qualifie l'album, dans le Sunday Times du 10 mai, de « testament parfait, qui résume ce que les Beatles ont été en tant qu'artistes : brillants et inégalables à leur summum, négligents et complaisants à leur plus bas ».
Avec le temps, les critiques au sujet de l'album évoluent. Rolling Stone, qui avait peu apprécié l'album à sa sortie, le classe, dans les années 2000, 86e plus grand album de tous les temps. Ceci n'en fait pas moins, d'après ce magazine, un album secondaire de la discographie des Beatles, dans la mesure où trois des albums du groupe sont présents dans les cinq meilleures places de ce classement. Lors de la préparation de l'Anthology, dans les années 1990 , les Beatles encore en vie ont eu l'occasion de faire le point sur cet album. George Harrison a ainsi déclaré que le travail de Phil Spector était « une très bonne idée ». Ringo Starr dit, pour sa part : « J'aime ce que Phil a fait. Il a amené la musique ailleurs. »
Paul McCartney et le producteur George Martin ne renvoient pas du tout le même son de cloche. Le premier déclare que « …la version de Spector […] était horrible ». En revanche, dans le prologue du livre accompagnant l'édition Deluxe de 2021, McCartney affirme que malgré le fait qu'il « n'aimait pas certains de ses ajouts, il s'est avéré être un bel album des Beatles ». De son côté, Martin déclare que le travail de Spector revenait à « ramener les disques des Beatles au niveau du prêt-à-porter […] C'était faire sonner leurs disques comme ceux des autres ». Le producteur ironisera : « Produced by George Martin, overproduced by Phil Spector ». Au début des années 2000, avec l'accord de George Harrison (juste avant sa mort) et de Ringo Starr, Paul McCartney fait ainsi réaliser Let It Be… Naked par les ingénieurs du son d'Abbey Road, une version « dénudée » de l'album. Parue le 18 novembre 2003, elle présente un ordre des morceaux différent sans les orchestrations de Spector (ni de George Martin sur Let It Be). Par ailleurs, les passages parlés, ainsi que Dig It et Maggie Mae, sont supprimés, tandis que Don't Let Me Down, un montage des deux versions enregistrées sur le toit, est intégrée à l'album. Les critiques sont mitigés : si certains voient là une redécouverte de l'album, d'autres parlent plus d'un battage médiatique important pour peu de chose.
Au moment où le film a été mis en ligne sur la plateforme Disney + en mai 2024, l'album s'est classé à la 21e position du Soundtracks chart de Billboard. Cette bande originale avait atteint le somment de ce classement à sa sortie en 1970.

## Caractéristiques artistiques

### Analyse musicale

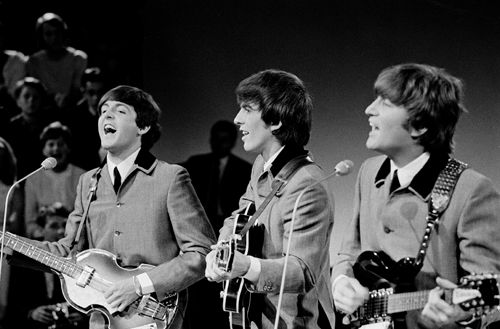
Le projet Get Back visait à revenir aux sources du succès des Beatles, avec des morceaux proches de ceux qu'ils jouaient sur scène.

Lors de sa réalisation, Let It Be, alors encore appelé Get Back, devait marquer un retour aux fondamentaux des Beatles : un groupe uni jouant du rock. La période psychédélique de Sgt. Pepper et Magical Mystery Tour définitivement refermé, et il n'est pas non plus question que, comme sur l'« Album blanc », les membres jouent leurs morceaux chacun de leur côté. Ceci se ressent dans les chansons de l'album : à l'exception de Across the Universe récupérée d'une séance de 1968 et de I Me Mine, enregistrée après le départ de Lennon, toutes sont interprétées par le groupe au complet. Deux des chansons, I Me Mine et For You Blue, sont composées et chantées par George Harrison. Les huit autres sont signées par le duo Lennon/McCartney. L'album est, avec A Hard Day's Night, le seul à ne pas contenir de prestation vocale de Ringo Starr.
Quatre des chansons de l'album sont des morceaux purement rock : Get Back, Dig a Pony, One After 909 et I've Got a Feeling. Toutes interprétés durant le « Rooftop Concert », seules les prestations live sur le toit des trois dernières sont entendues sur l'album. La première est une composition de McCartney préalablement sortie en single. La seconde est une composition de Lennon assez représentative de ses chansons de l'époque puisqu'elle est consacrée à Yoko Ono. Comme il l'avait fait auparavant sur I Am the Walrus, Lennon enchaîne des phrases sans véritable sens servant de préambule au message véritable du texte : « all I want is you » (« je ne veux que toi »). One After 909 date pour sa part de plus de dix ans, et a été composée peu après la rencontre entre les deux compositeurs, en 1957. Déjà enregistrée en 1963 mais laissée de côté, elle est finalement reprise pour cet album. Pour sa part, I've Got a Feeling est un amalgame de deux chansons, composées séparément par les deux musiciens.
Two of Us et For You Blue sont des chansons plus axées sur la guitare acoustique, l'une folk et l'autre blues, composées respectivement par McCartney et Harrison. Let It Be, qui contraste avec la plupart des autres chansons de l'album, est une ballade de McCartney à dominante de piano sur laquelle George Martin rajoute une orchestration. Lorsque l'album sort, cette chanson est déjà connue du public, ayant été publiée en primeur par Aretha Franklin le 15 janvier et en single par le groupe en mars dans une version quelque peu différente. Trois autres chansons se démarquent totalement de la volonté d'un album proche des prestations en direct du groupe. Across the Universe, I Me Mine et The Long and Winding Road sont en effet transformées par le producteur Phil Spector, qui y ajoute orchestres et chœurs. Si ce choix satisfait John Lennon, il ne convient pas du tout à Paul McCartney.
Let It Be se distingue enfin par les dialogues éparpillés tout au long de l'album pour, justement, rendre compte d'une certaine ambiance live voulu par ce concert ou même des séances studios. C'est la seule et unique fois que ce procédé est utilisé sur un disque des Beatles. L'album s'ouvre ainsi par une annonce humoristique de Lennon (« I dig a pygmy… ») avant d'enchaîner sur Two of Us. De même, Dig a Pony débute sur un faux départ du groupe. Ce concept trouve son apogée dans les deux pistes qui jouxtent la chanson éponyme, précédée de Dig It, un extrait d'une improvisation du groupe au cours d'un « bœuf », et suivie de Maggie Mae, un court extrait enjoué d'une chanson traditionnelle de Liverpool. On donne une saveur live devant public à la version jouée en direct en studio de Get Back, qui clôt le disque, en l'introduisant par les échauffements du groupe sur le toit mêlés à des commentaires tirés des outtakes studio, et la performance se termine par les phrases prononcées par McCartney et Lennon à la fin du concert sur le toit d'Apple : « Thanks Mo'! » (« Merci Mo ! », à destination de Maureen Cox, épouse de Ringo) et « I'd like to say thank you on behalf of the group and ourselves, and I hope we passed the audition! » (« Je voudrais vous remercier au nom du groupe et de nous-mêmes, et j'espère que nous avons réussi l'audition ! »).

### Coffret et pochette
La première version de l'album, alors intitulé Get Back, parodiait le concept de la pochette de Please Please Me, le tout premier album des Beatles publié six ans plus tôt, afin de marquer leur retour à leurs racines. En mai 1969, le groupe, arborant maintenant des cheveux très longs ainsi que des barbes ou moustaches, prend la même pose dans la cage d'escaliers des bureaux d'EMI, penché à la rambarde et regardant le photographe Angus McBean (en) en contrebas. Contrairement au film, McCartney est maintenant glabre tandis que c'est Lennon qui porte la barbe. Cependant, le projet est mis en veilleuse, et lorsqu'il est repris en 1970, une pochette différente est utilisée. Les deux clichés pris dans la cage d'escalier d'EMI en 1963 puis en 1969 sont utilisés sur les compilations The Beatles 1962–1966 et The Beatles 1967–1970, parues en 1973 et récupérées pour le documentaire Get Back en 2021.
Let It Be est finalement paru sous la forme d'un coffret, qui n'est aujourd'hui plus disponible. À l'intérieur se trouvait le disque vinyle et un livre de 164 pages aux dimensions de 21,5 × 28 cm (8,5 × 11 pouces), intitulé The Beatles Get Back et contenant des photos d'Ethan A. Russell (en), une transcription de quelques dialogues du film, et un texte de Jonathan Cott et David Dalton (en). La colle utilisée pour la reliure avait tendance à s'effriter et, comme le groupe, le livre s'est rapidement désintégré,,. Ce coffret n'était pas disponible aux États-Unis mais l'édition américaine offre tout de même une pochette ouvrante affichant neuf photos.
Le design de la pochette de l'album (et de l'affiche du film), créée par John Kosh (en), est sobre et présente quatre photographies carrées de chaque Beatle : John Lennon en haut à gauche, Paul McCartney à sa droite, Ringo Starr en bas à gauche, et George Harrison à ses côtés. Le reste de la pochette est noir, le nom du groupe est omis et le titre y est inscrit en lettres capitales blanches. L'arrière de la pochette reprend la même disposition de clichés, en présentant cette fois-ci d'autres photographies, cette fois plus petites et en noir et blanc, accompagnant la liste des chansons. On y rajoute des remerciements à George Martin, Glyn Johns, Billy Preston, Mal Davies, Peter Bown (en), Richard Hewson et Brian Rogers. L'endos possède aussi un court texte, tiré d'un communiqué de presse, d'ailleurs parsemé d'erreurs grammaticales et de ponctuation, qui annonce « une nouvelle phase dans les albums des Beatles », présentant « ce qu'ils jouent en live, reproduit sur disque par Phil Spector ». Tout ceci n'est, cependant, que du verbiage commercial. En effet, si le grand public ne le sait pas encore, le groupe n'existe déjà plus depuis un certain temps. De plus, le travail de Phil Spector, qui a effectué beaucoup d'ajouts à certains morceaux, trahit le concept initial du disque, tel que présenté dans le texte de pochette.

## Fiche technique

### Liste des chansons
Toutes les chansons sont écrites et composées par John Lennon et Paul McCartney, sauf mention contraire.
| 1. | Two of Us           |                                                           | John Lennon, Paul McCartney | 3:37 |
| 2. | Dig a Pony          |                                                           | John Lennon                 | 3:55 |
| 3. | Across the Universe |                                                           | John Lennon                 | 3:49 |
| 4. | I Me Mine           | George Harrison                                           | George Harrison             | 2:26 |
| 5. | Dig It              | John Lennon, Paul McCartney, George Harrison, Ringo Starr | John Lennon                 | 0:50 |
| 6. | Let It Be           |                                                           | Paul McCartney              | 4:00 |
| 7. | Maggie Mae          | Traditionnel, arr. The Beatles                            | John Lennon                 | 0:41 |

| 8.  | I've Got a Feeling        |                 | John Lennon, Paul McCartney | 3:37 |
| 9.  | One After 909             |                 | John Lennon, Paul McCartney | 2:56 |
| 10. | The Long and Winding Road |                 | Paul McCartney              | 3:37 |
| 11. | For You Blue              | George Harrison | George Harrison             | 2:33 |
| 12. | Get Back                  |                 | Paul McCartney              | 3:07 |

#### Vidéoclip (DVD)
1. Let It Be (Official Video) - 4:03

### The Beatles
- John Lennon : chant, chœurs, guitare rythmique, guitare solo sur Get Back, guitare lap steel sur For You Blue, guitare acoustique sur Two of Us, Across the Universe et Maggie Mae, basse six cordes sur Dig It et The Long and Winding Road, sifflement sur Two of Us
- Paul McCartney : chant, chœurs, basse, guitare acoustique sur Two of Us et Maggie Mae, piano sur Dig It, Across the Universe, Let It Be, The Long and Winding Road et For You Blue, orgue Hammond sur I Me Mine, piano électrique sur I Me Mine et Let It Be, maracas sur Let It Be
- George Harrison : guitares solo et rythmique, guitare acoustique sur For You Blue et I Me Mine, basse six cordes sur Two of Us, tambura sur Across the Universe, chant sur I Me Mine et For You Blue, chœurs
- Ringo Starr : batterie, percussions sur Across The Universe

### Musiciens additionnels
Selon le livret accompagnant l'album :
- Billy Preston : orgue Hammond sur Dig it et Let It Be, piano électrique sur Dig a Pony, I've Got a Feeling, One After 909, The Long and Winding Road et Get Back
- George Martin : ganzá sur Dig It, orgue Hammond sur Across The Universe et arrangements des cuivres sur Let It Be
- The Mike Sammes Singers : chœurs sur The Long And Winding Road dans la post-production de Phil Spector[118]
- Linda McCartney : chœurs sur Let It Be
- Richard Anthony Hewson : arrangements de cordes et cuivres sur I Me Mine et The Long and Winding Road
- Brian Rogers : arrangements de cordes et cuivres sur Across The Universe
- John Barham (en) : arrangements des chœurs sur The Long and Winding Road

### Équipe de production
- George Martin : production
- Glyn Johns : ingénieur du son, mixage
- Alan Parsons : technicien à l'enregistrement
- Phil Spector : production, mixage
- Peter Bown (en) : ingénieur du son
- Mal Davies : ingénieur du son
- Roger Ferris (en) : assistant ingénieur du son

## Rééditions
Lors de la réédition du catalogue complet du groupe en 1987 en format CD, ce disque a été remastérisé par George Martin et son équipe et publié le 19 octobre, le même jour que l'album Abbey Road.
Le 17 novembre 2003, une version alternative de l'album, intitulée Let It Be… Naked, est publiée avec des différences dans l'ordre des chansons et en omettant Maggie Mae et Dig It. On combine la première partie de la seconde prestation sur le toit de I've Got a Feeling avec la fin de la version entendue sur l'album et on y rajoute un montage des deux prestations live de Don't Let Me Down, chanson qui était absente de Let It Be. Les chansons de ce disque sont présentées dans leurs formes épurées, sans les orchestrations de Phil Spector ou de George Martin sur Let It Be.
Le 9 septembre 2009, une nouvelle remastérisation de ce disque, comme de tous les autres, a été commercialisée. Cette fois, le boîtier en plastique  « jewel » est remplacé par une pochette cartonnée qui s'ouvre en trois parties; à droite on trouve la pochette pour y insérer le disque et à gauche un repli pour le livret. Celui-ci contient un texte sur l'historique du disque (par Kevin Howlett et Mike Heatley) et un second sur l'enregistrement de l'album (par le producteur Allan Rouse assisté de Howlett). Les photos de la version originale s'y trouvent en plus de plusieurs autres.

### Special Edition
Albums de The Beatles
Abbey Road Anniversary Editions
(2019) Revolver Special Edition
(2022)
L'album ressort le 15 octobre 2021, remixé par Giles Martin, le fils de George Martin, et l'ingénieur du son Sam Okell aux studios Abbey Road, les mêmes qui ont remastérisé et modernisé le son des trois précédentes rééditions. Cette sortie se fait en marge de la diffusion de la série documentaire intitulée The Beatles: Get Back, réalisée par Peter Jackson, qui sera disponible en streaming sur Disney+ à partir de novembre. Cette édition est sortie 51 ans après la sortie originelle à cause de reports dû à la pandémie de Covid-19. La collection est disponible en différentes configurations; en format super deluxe avec cinq CD et un disque Blu-ray ou quatre 33 tours vinyle avec un E.P. 12 pouces, en format deluxe avec deux CD ou en format standard avec un seul CD. Des éditions vinyles « picture disc » limitée ou standard seront aussi mises en vente en plus d'être disponibles en téléchargements ou en streaming.
Cette réédition a atteint la 5e position du Billboard 200 durant le semaine du 30 octobre.

#### Album originel remixé
L'album d'origine est remixé par Martin et est mis en marché sous forme de vinyle 180 grammes noir, en picture-disc et en CD, cette dernière avec un livret accompagnateur.

#### VersionDeluxe
Cette édition sur deux CD inclus l'album originel remixé, un CD de maquettes, de prises alternatives et de dialogues, en plus d'un livret de 40 pages.

#### VersionSuper Deluxe
Cette version en cinq CD et un disque Blu-ray comprend toujours l'album originel remixé en plus de deux disques de répétitions, d'improvisations et de pistes de dialogues. La seconde des deux tentatives par Glyn Johns de faire un album de ces enregistrements est aussi incluse en plus d'un EP contenant quatre chansons remixées. Une version de quatre 33 tours vinyles 180 grammes et un extended play 12 pouces, sans le disque Blu-Ray, est aussi disponible. Est également inclus un livre de 105 pages écrit par Kevin Howlett et John Harris.
Toutes les chansons inédites à l'album originel sont créditées à Lennon/McCartney sauf indication contraire.

## Versions de Glyn Johns abandonnées
Il existe trois ébauches de l'album créées par Glyn Johns :

Datant de janvier 1969, cette première tentative est rejetée par le groupe mais a été illégalement publiée en version pirate en janvier 1970. Cette ébauche inclus les improvisations de Teddy Boy de McCartney et de la reprise The Walk.
Ici, Glyn Johns rajoute One After 909, remplace The Walk avec les improvisations I'm Ready et Save the Last Dance for Me. Présentée au groupe en mai 1969, on a momentanément planifié sortir cette seconde version en juillet. Cet album sera ultimement publié dans la réédition Deluxe de Let It Be en 2021.
Enfin, sur la dernière, datant de janvier 1970 et rapidement rebaptisée Let It Be, sont rajoutées les chansons Across the Universe et I Me Mine. Teddy Boy est omise. Johns préfère conserver la version du 30 avril de Let It Be que celle augmentée du 4 janvier. Sans être officiellement rejeté par le groupe, cet album a été laissé dans les cartons, lui préférant celle de Phil Spector.

## Reprises
Laibach, groupe de musique industrielle slovène, a repris l'album presque au complet en 1988 utilisant le même titre. Seule la chanson Let It Be est absente du disque et, bien que le titre Maggie Mae soit présent dans la liste des chansons, c'est plutôt une chanson traditionnelle allemande qu'on entend à sa place.